# محمود رحمن
محمود رحمن (بالإنجليزية: Mahmood Rahman)‏ هو مغني باكستاني، ولد في 21 يونيو 1980 في لاهور في باكستان.